# Chinină
Chinina este un alcaloid chinolinic-chinuclidinic utilizat ca medicament antimalaric, în tratamentul malariei, dar și al babesiozei. În prezent, utilizarea sa în malaria cauzată de Plasmodium falciparum se aplică în special pentru cazurile de rezistență la clorochină și lipsa disponibilității artesunatului. Căile de administrare disponibile sunt cea orală și intravenoasă. Există zone geografice în care există malarie rezistentă la chinină.
Chinina este utilizată și ca ingredient al apelor tonice, întrucât are gust amar, necesar acestor băuturi.
Compusul a fost izolat pentru prima dată de către farmaciștii francezi Pierre Joseph Pelletier și Joseph Bienaimé Caventou. Primul care observă acțiunea sa antimalarică este iezuitul Agostino Salumbrino, inspirat de faptul că indienii Quechua din Peru tratează frigurile cu scoarța arborelui „Quina” sau „Quina-Quina”. Prima extracție a fost realizată în anul 1820. Extractele de scoarță de china au fost utilizate pentru a trata malaria încă din 1632 și au fost introduse în Spania în jurul anului 1636 de către iezuiții din Lumea Nouă. Se află pe lista medicamentelor esențiale ale Organizației Mondiale a Sănătății. Este disponibil sub formă de medicament generic.

## Proprietăți
Din punct de vedere chimic, molecula sa este constituită dintr-un nucleu chinolinic și unul chinuclidinic (care împreună formează nucleul ruban).
Se prezintă sub formă de pulbere cristalină albă, fără miros, cu gust foarte amar, este greu solubilă în apă, ușor solubilă în alcool. Este optic activă (are 5 atomi de C asimetrici).
În terapie se folosește sub formă de săruri: sulfat, clorhidrat, etil-carbonat. Chinina are acțiune antimalarică, antipiretică, slab analgezică, sensibilizează uterul gravid.
Indicații: malarie, stări febrile persistente, migrenă.
Contraindicații: sarcină, alăptare, insuficiență cardiacă, miastenie, fibrilație atrială, idiosincrazie față de chinină, anemie hemolitică, nevrită optică.
Este prezentă în băuturile tonice (gin tonic, apă tonică), ei datorându-i-se gustul amar al acestor băuturi.